# 宮田 (松本市)
宮田（みやた）は長野県松本市の市街地の南の町名。丁番を持たない単独町名である。住居表示実施済み。郵便番号は399-0001。

## 概要
国道19号と長野県道296号松本空港線に挟まれた地区でそれぞれ郊外型専門店が見られる。マンションが多いのもこの地区の特徴である。
戦中に疎開してきた宮田製作所（現在のモリタ宮田工業）の工場が町名の由来で、大規模な自転車工場（戦中は軍需工場）が1952年まであり、周辺には社宅などが立ち並んでいた。
工場の運動場は競輪場としても利用されていた（松本競輪場、1949年～1951年）。工場跡地に市立開明小学校や松本理容美容専門学校、市営住宅などが立ち並んでいる。
江戸時代は出川町村の一部であった。

## 歴史
- 1979年（昭和54年）7月1日 - 全域で住居表示実施[4]。

## 世帯数と人口
2018年（平成30年）10月1日現在の世帯数と人口は以下の通りである。
| 町丁 | 世帯数  | 人口    |
| ---- | ------- | ------- |
| 宮田 | 907世帯 | 2,150人 |

## 道路
- 国道19号

## 施設
- 松本市立開明小学校
- 松本理容美容専門学校